# Jean Veillet (1901-1985)
Pour les articles homonymes, voir Veillet.
Jean Veillet, né le 14 mars 1901 à Dijon (Côte-d'Or) et mort le 7 novembre 1985 à Talant (Côte-d'Or), est un médecin français. Résistant et personnalité politique locale, il est maire de Dijon et président du conseil général de la Côte-d'Or.

## Biographie
Né à Dijon en 1901, Jean Veillet est docteur en médecine en 1924, diplôme de la Faculté de Lyon. Successivement chef de clinique, médecin des hôpitaux puis chef de service, il est aussi chargé de cours de thérapeutique à l’école de médecine de 1945 à 1964.
Lors de l’Occupation, il s’engage dans la Résistance comme responsable des services de santé. Il est ensuite délégué régional du Conseil national de la Résistance (CNR) ainsi que du Comité des Œuvres Sociales des Organisations de la Résistance (COSOR).
Ces responsabilités durant la guerre l’amènent à la politique, parallèlement à ses activités médicales et hospitalières : en 1945, il entre au conseil général de la Côte-d’Or. Président de la Commission départementale, puis de la Commission des finances, il devient président du conseil général en 1966. En 1968, au décès du célèbre chanoine Kir, député-maire de Dijon, Jean Veillet, alors adjoint, le remplace à la tête de la mairie pour une courte période de trois années. En 1971, ne se représentant pas aux élections municipales, il laisse la place au prometteur Robert Poujade, récent député et occupant du nouveau ministère de l’environnement. Jean Veillet continue cependant à présider le conseil général jusqu'à son retrait de la vie politique en 1975.
Lors de son mandat de maire, le "docteur Veillet" a assumé de nombreuses tâches médico-sanitaires et sociales, ses domaines de prédilection.

## Fonctions électives
- Conseiller général de la Côte-d’Or de 1945 à 1976
- Député suppléant de Félix Kir de 1958 à 1962
- Président du conseil général de la Côte-d’Or de 1966 à 1975
- Maire de Dijon de 1968 à 1971